# Acacia mollis
Acacia mollis é uma espécie de leguminosa do gênero Acacia, pertencente à família Fabaceae.